# Loza complementaria de la cocina española

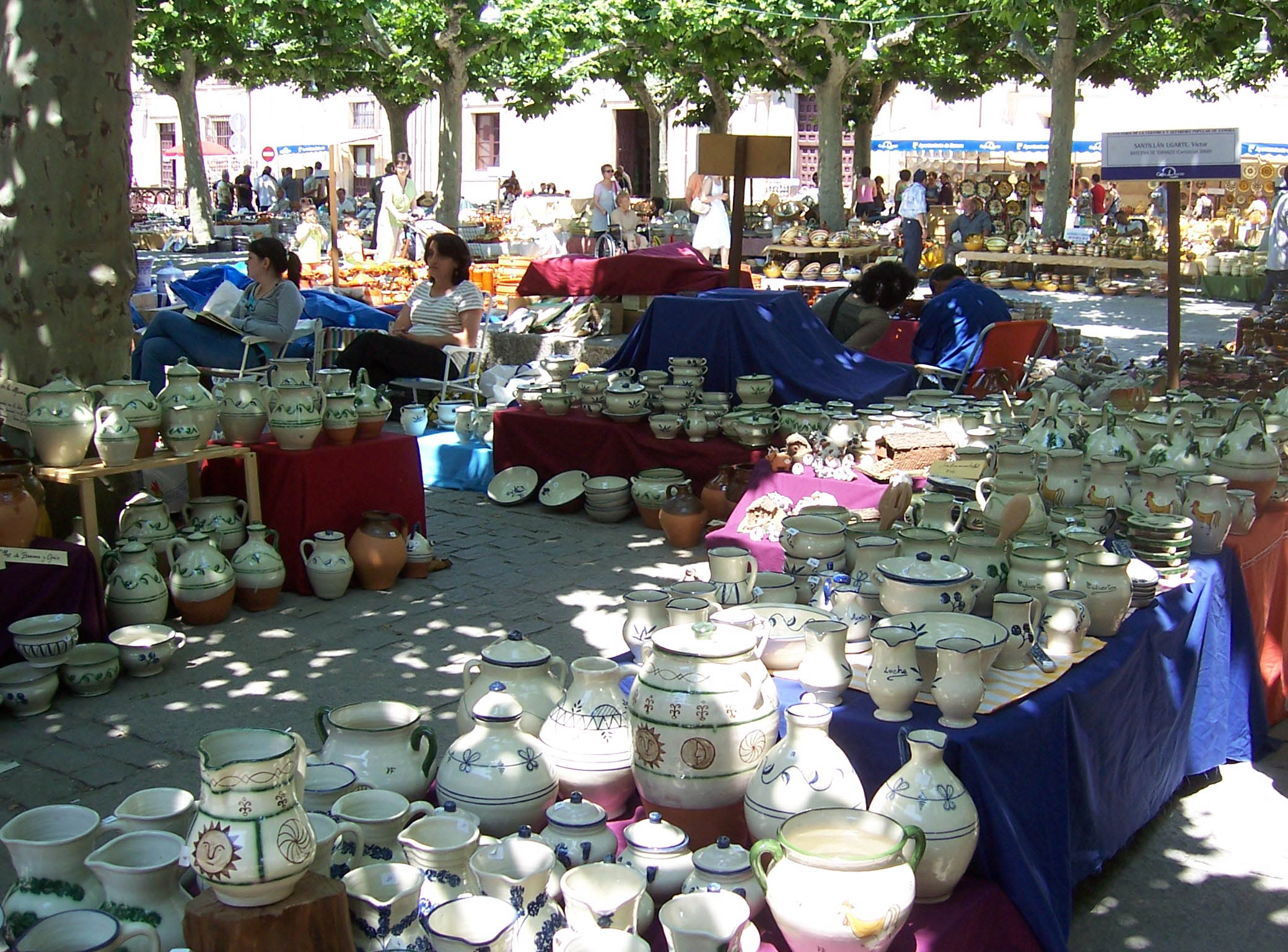
Lozas variadas en la feria de Zamora de 2008.

La loza complementaria de la cocina española es el conjunto de útiles, recipientes, ingenios u otros elementos fabricados en distintos tipos de lozas populares, alfarería de basto, mayólicas e incluso porcelanas, que completan la vajilla básica en el ámbito de la cocina española. Como colección de valor etnográfico incluye uno de los capítulos menos conocidos y en ocasiones más insólitos de la producción cerámica. Su catálogo puede distribuirse en dos grupos, el de las formas tradicionales y el de los elementos de la vajilla nuevos o recuperados.

## Formas tradicionales
Catálogo que reúne los diversos recipientes, utensilios y otros elementos de la vajilla básica, como son platos de diversos tamaños y usos, cuencos tazas y tazones, jarras y jarros, soperas, ensaladeras, escurrideras y salseras, potes, botes o tarros (para contener o conservar, desde miel hasta legumbres, sal, azúcar, harina, herboristería, etc).

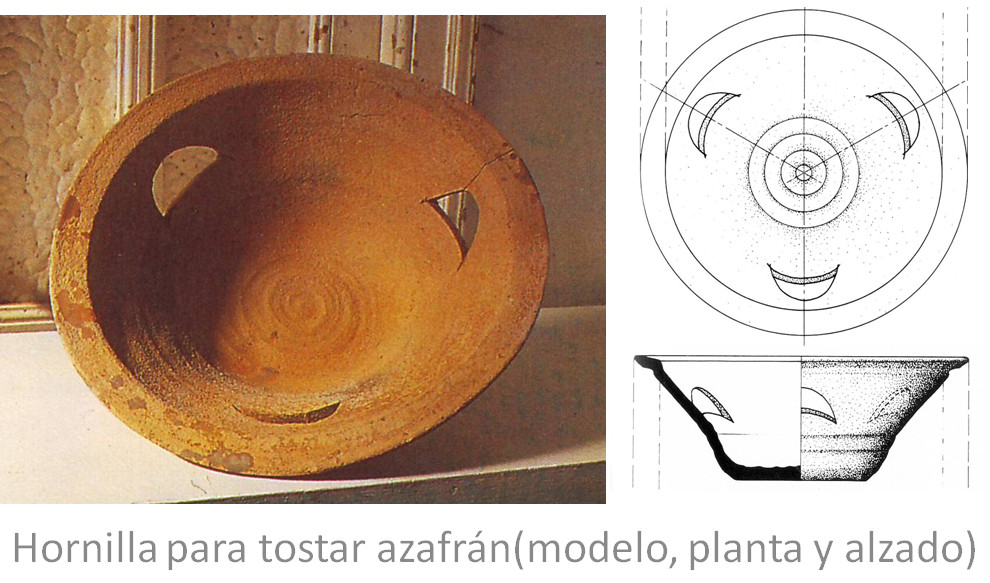
Hornilla para tostar azafrán. Alfarería tradicional desaparecida de Higueruela (Albacete, España),.

En este repertorio se incluyen vasijas de la antigüedad cuyo uso prácticamente se ha perdido en la sociedad industrializada, como cántaros, orzas, pucheros, botijos, ollas y cazuelas o cacerolas, dornillos o escudillas, morteros, queseras, «nateiras» y moldes varios, lebrillos de distintos tamaños en función de su uso (desde el platillo como fuente para fruta hasta el gran barreño para la matanza; diversos modelos de anafres y hornos, hornitos u hornillos alimentados con brasas y cisco, o los curiosos asadores de chorizos y de castañas, o la no menos original hornilla de azafrán.
De entre el conjunto de formas tradicionales, algunos recipientes de loza o porcelana continúan teniendo una relativa presencia en las mesas españolas, como alternativa distintiva a la producción industrial, o como simple elemento decorativo. Así pueden encontrarse, además de la vajilla básica, ejemplares del tipo:
- alcuzas y vinagreras, botellas para el aceite y el vinagre en uso de mesa o de cocinado;
- mancerina, bandeja donde se servía antiguamente el chocolate;
- tinajas y tinajillas, para el adobo de alimentos;

## Recuperación e innovaciones
Entre los elementos de alfarería y cerámica antiguos, recuperados por los ceramistas con sus funciones originales o como objetos decorativos, pueden enumerarse:
- benditeras, pilillas tradicionales usadas como saleros, etc.;
- castañeras o carbocheros, usados como floreros o palilleros;
- ceniceros, utilizados como platillos para picar u otros fines más o menos imaginativos;
- compoteras, recipiente para servir compotas;
- cuchareros, recipiente para cubiertos de madera;
- especieros, conjunto de vasijas para especias en uso;[9]
- freseros, conjunto de maceteros para plantar matas de ese u otros frutos del bosque;
- hueveras, recipientes similares a pequeñas copas o conjuntos con un asa y seis copas fundidas, para presentar o depositar loshuevos;
- sahumario, para quemar perfumes;
- juegos de té y para queimada o cuerva;[9]
- palilleros (diversos tipos de recipientes para los mondadientes;
- “peregilero”, pequeño recipiente con orificios para mantener ramitos de perejil con los tallos en agua;[10]
- “estropajero”, piletas colgantes sobre el fregadero, para estropajos, jabón, etc.,[11]
- porrones para vino, sangría, limonada, etc.
- Vuelve tortillas o «viradeira» galaico-portuguesa,[3] plato circular casi llano provisto de un pomo en su base;

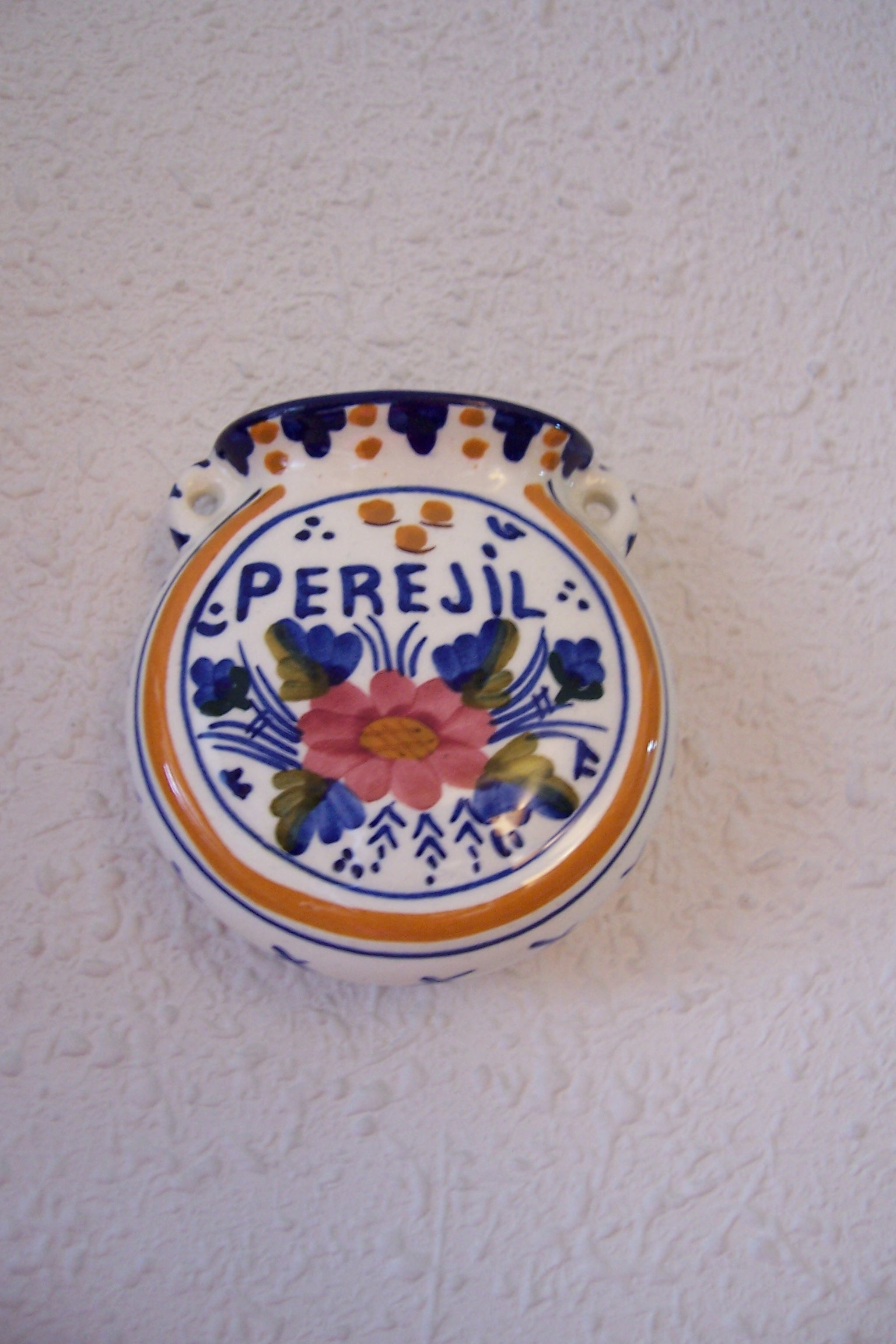
“Perejilero”
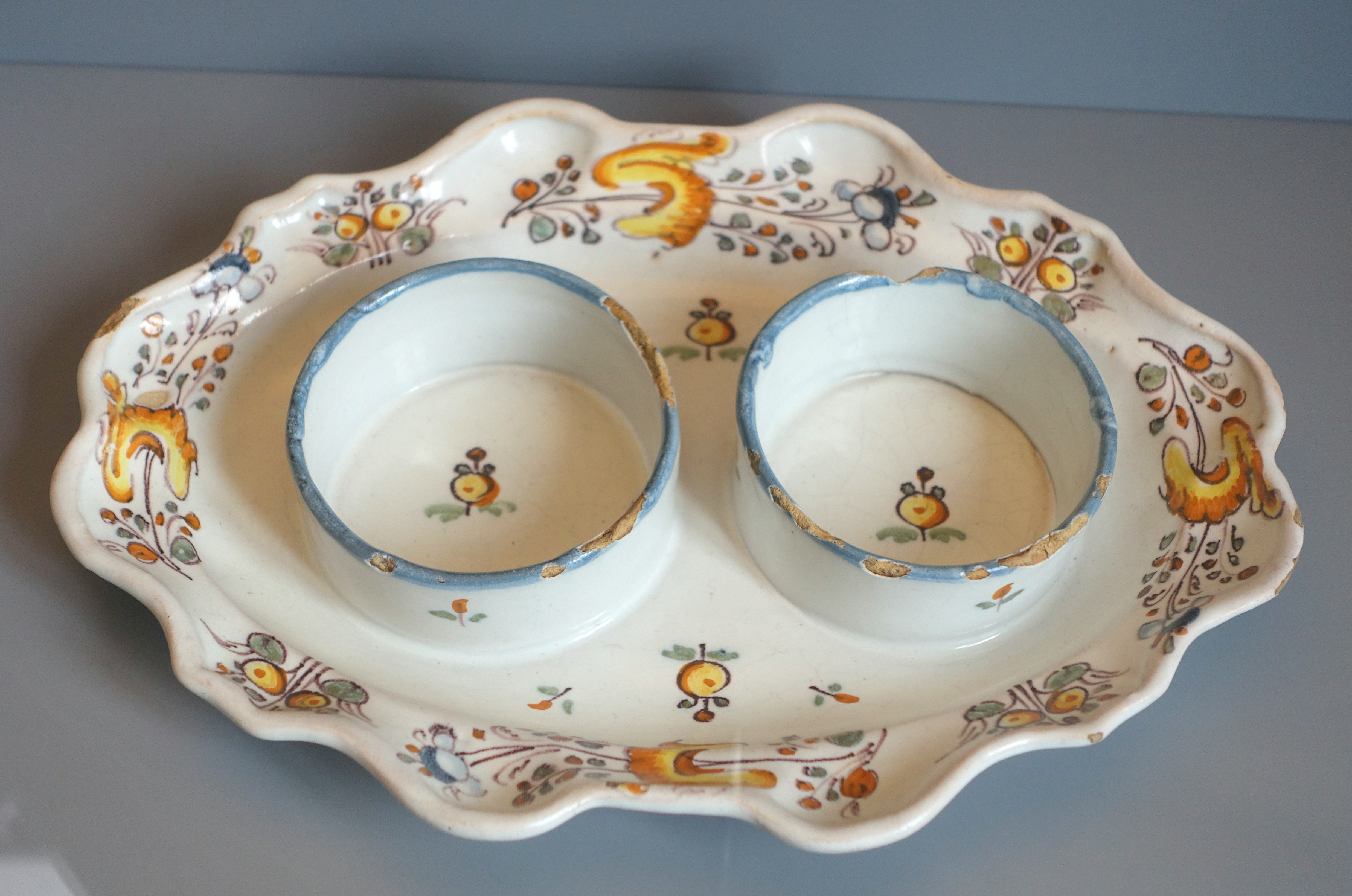
Mancerina para dos tazas
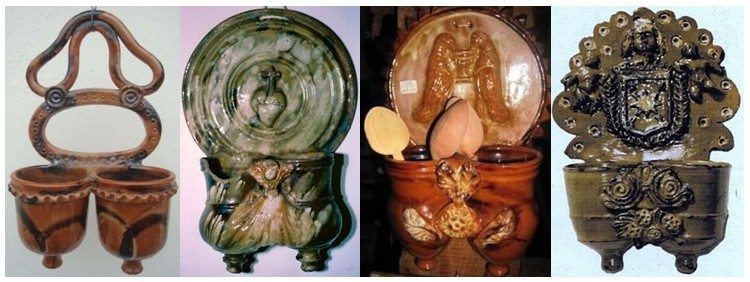
Cuchareros de Estella
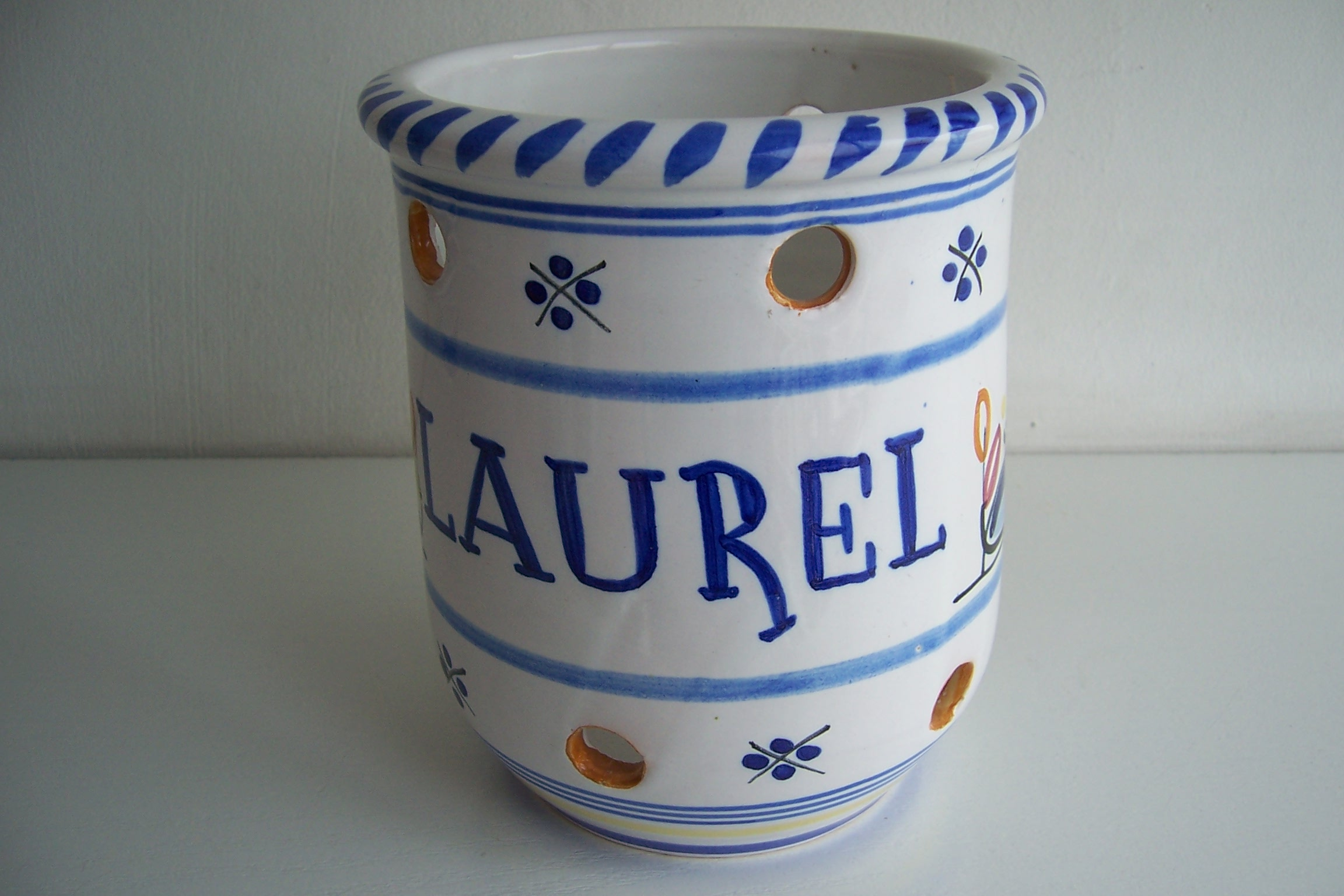
Tarro para laurel
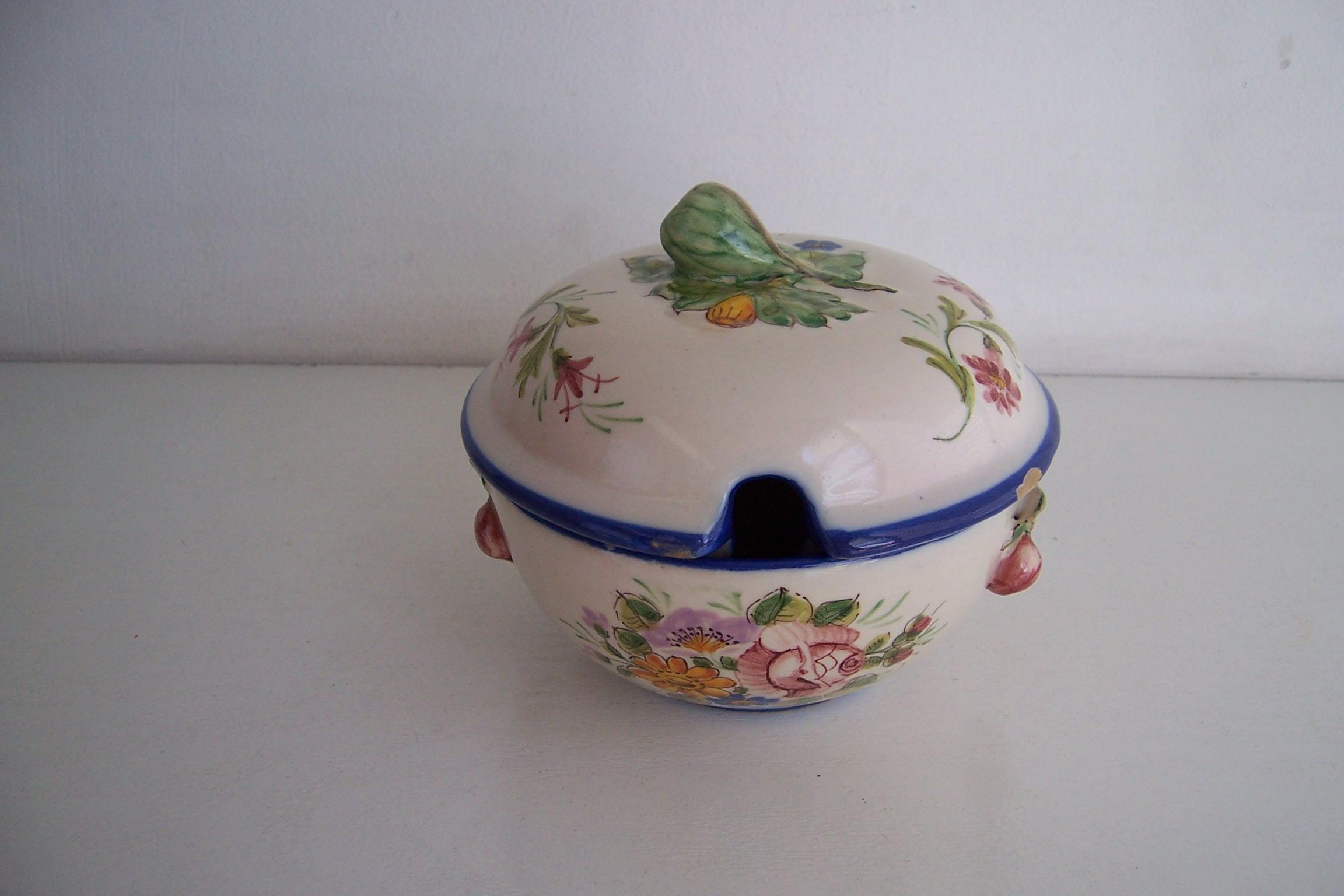
“Compotera”